# Florencia Colucci
Florencia Colucci (* 3. November 1985 in Tarariras, Colonia, Uruguay) ist eine uruguayische Schauspielerin, die durch ihre Rolle der Laura in La Casa Muda bekannt wurde.

## Leben
Im Alter von 18 Jahren verließ sie ihre Heimatstadt Tarariras und zog nach Montevideo. Dort schauspielte sie für ein Jahr am „La Gaviota Theater“ und begann 2002 ein Schauspielstudium am renommierten Instituto de Actuacion de Montevideo. Neben ihrer theatralischen Ausbildung studierte sie Audiovisuelle Medien an der „Escuela de Cine“, wo sie an den Kurzfilmen „Anocheciendo“ von Jorge Fierro, „La aguja de la mariposa“ von Gonzalo Lugo und „Otro día de la familia“ von David Bleinkilder mitwirkte. Dort legte sie 2009 mit der Rolle der Madame Bovary ihre Doktorarbeit ab und bekam ihre erste große Theaterschauspielrolle in Marisa Bentancur Bühnenstückadaption des Romans „La Orestíada de Esquilo“. Zum Ende ihres Studiums nahm sie am Casting eines bis dahin unbetitelten Horror/Thriller Filmes teil und bekam nach erfolgreichem Abschluss die Hauptrolle des Filmes. So bekam sie die Rolle der „Laura“ in Gustavo Hernández Erfolgsfilm The Silent House, mit diesem sie an den Internationalen Filmfestspielen von Cannes 2010 teilnahm. Seit dem Ende der Dreharbeiten des Horrorfilmes The Silent House arbeitet sie vorwiegend für das uruguayische Fernsehen und spielt in einer Hauptrolle in der Drama-Serie „Adicciones“. Seit 2011 gibt sie zudem Schauspielkurse in Dramaturgie für Theater- und Filmprojekte an der Escuela de Cine.
Im Juni 2012 bekam sie in Montevideo den Iris Award als „Beste Schauspielerin“ für ihre Rolle der Laura in La Casa Muda. Nach Rollen in den 2012 gedrehten Kurzfilmen Malos hábitos und El día de la familia und As del Nylon: Barajas Blues (2016) bekam sie 2016 eine Rolle in der Tevé-Ciudad-Drama-Serie „Rotos y Descosidos“. 2017 bekam sie eine Hauptrolle in der argentinischen Comedy-Serie „El maravilloso parque Hoolister“ als Novia de Christian und eine zweifolgige Gastrolle in der preisgekrönten brasilianischen Fantasy-Serie „El Hipnotizador“. Daneben spielte sie die Nebenrolle Olivia in der Kinderserie „El Cuco de las matemáticas“.

## Filmografie

### Spielfilme
- 2010: La Casa Muda als Laura

#### Kurzfilme
- 2012: El día de la familia
- 2012: Malos hábitos
- 2016: As del Nylon: Barajas Blues

### TV-Serien
- 2017 El maravilloso parque Hoolister als Novia de Christian / Novia Christian
- 2016: Rotos y Descosidos als Anita
- 2017: El hipnotizador als Secretária Eugenia (2 Folgen)
- 2017: El Cuco de las Matemáticas als Olivia

## Privates
Neben ihrem Schauspielstudium besuchte die bekennende Katholikin die Universidad Católica Montevideo.

## Auszeichnungen
- 2012: Iris Award[16]